# Wielkopolska Izba Rolnicza
Wielkopolska Izba Rolnicza – jednostka samorządu gospodarczego rolnictwa i instytucja publiczno-prawna, ustanowiona w celu zorganizowania zawodu rolniczego oraz w dziedzinie działalności rolnictwa. Samorząd rolniczy stanowił zdecentralizowaną formą administracji publicznej o charakterze przymusowym, obejmujących wszystkich rolników. Pojęcie rolnictwo obejmowało – oprócz rolnictwa – również leśnictwo, ogrodnictwo, hodowlę zwierząt i ryb oraz inne gałęzie wytwórcze związane z gospodarstwem rolnym.

## Powstanie Izby
Wielkopolska Izba Rolnicza powstała jako pierwsza izbą na ziemiach polskich. Jej rodowód sięga 1895 r., kiedy zorganizowana została w rejencji poznańskiej w oparciu o pruską ustawę o izbach rolniczych z 1894 r. Pierwotnie nadano jej nazwę Izba Rolnicza w Poznaniu, którą w 1920 r. dekretem Ministra b. dzielnicy pruskiej zmieniono na Wielkopolska Izba Rolnicza.
Po odzyskaniu niepodległości w 1919 r. powołano Ministerstwo byłej Dzielnicy Pruskiej z uprawnieniami do przejęcia od władz pruskich wszelkich władz i urzędów pod bezpośrednie kierownictwo władz polskich. Proces spolonizowania pruskiej izby rolniczej polegał na dostosowanie ustawodawstwa pruskiego do aktualnej sytuacji politycznej i społeczno-gospodarczej kraju. Decyzją Ministra b. dzielnicy pruskiej z 1919 r. przejęto cały stan posiadania izby, w postaci nieruchomości, zasobów, szkół rolniczych, stacji doświadczalnych i dokumentów (ksiąg zwierząt zarodowych). Przejmując izbę, Polacy obsadzili swoimi urzędnikami stanowiska zajmowane wcześniej przez Niemców, pozostawiając dawną strukturę wydziałów.
Rozporządzeniem Ministra b. dzielnicy pruskiej z 1920 r. o izbach rolniczych nadano izbie statut oraz wybrano prezesa Izby. Podstawowym zadaniem izby było współdziałanie z administracją rządową, reprezentacja i obrona interesów rolnictwa i leśnictwa, zakładanie i prowadzenie szkół rolniczych, stacji doświadczalnych oraz popieranie postępu rolniczego. Funkcje wykonawcze sprawował dyrektor izby, któremu podlegały następujące wydziały kierowane przez naczelników:
- Wydział Ekonomiczny,
- Wydział Szkolnictwa Rolniczego,
- Wydział Leśnictwa,
- Wydział Hodowli Inwentarza,
- Wydział Nasienny,
- Wydział Produkcji Rolniczej,
- Wydział Książkowości Rolniczej,
- Wydział Budownictwa Wiejskiego,
- Wydział Stacji Doświadczalnych,
- Wydział Organizacji Małorolnych,
- Wydział Wydawnictw.

W 1924 r. ogólna liczba zatrudnionego pracowników wynosiła 147 osób, w tym personel urzędniczy, nauczyciele, specjaliści i doradcy.

## Izba rolnicza wg ustawy z 1928 r.
Rozwój izb rolniczych w okresie międzywojennym można podzielić na dwa okresy. W pierwszym okresie obejmującym lata 1918–1928 na terenie kraju funkcjonowały trzy izby rolnicze – w Poznaniu, Toruniu i Katowicach. Wielkopolska izba Rolnicza i Pomorska Izba Rolnicza powstały decyzją Ministra b. dzielnicy pruskiej. Natomiast Śląska Izba Rolnicza działała na podstawie autonomicznej ustawy Sejmiku Śląskiego i podlegała Wojewodzie Śląskiemu, dlatego Ministerstwo Rolnictwa i Reform Rolnych nie posiadał bezpośrednich uprawnień w stosunku do tej izby.
W 1922 r. podjęto próbę utworzenia izb rolniczych na jednolitych zasadach w całym państwie, jednak negatywna opinia w Związku Polskich Organizacji Rolniczych, wstrzymała prace legislacyjne. Dopiero rozporządzeniem Prezydenta RP z 1928 r. zdefiniowano izby jako jednostki samorządu gospodarczego i osobę publiczno-prawną, działającą na obszarze jednego województwa. Istota samorządowego charakteru izb rolniczych wyrażała się w wykonywaniu przez nie praw zwierzchnich w stosunku do członków, których przynależność do izb rolniczych była obligatoryjna. Izby posiadały charakter powszechny, mogły zatem reprezentować interesy wszystkich rolników i bronić całego rolnictwa.
Według statutu nadanego Izbie w 1929 r. organami Izby były – rada Izby, zarząd Izby i prezes Izby. Rada Izby składała się z 70 radców pochodzących z wyboru oraz 14 pochodzących z nominacji. Wśród ogólnej liczby radców pochodzących z wyboru wchodziło 48 radców z okręgów wyborczych i 22 radców z wyboru ze społecznych organizacji rolniczych. Radzie nadano dużo kompetencji, w tym wybór prezesa i wiceprezesa izby, wybór członków zarządu Izby oraz ich zastępców, uchwalenie preliminarza budżetowego oraz zatwierdzanie sprawozdań rachunkowych Izby. Dla przeprowadzenia wyborów radców ustanowiono 24 okręgów wyborczych, przy czym w każdym okręgu wybierano po dwóch radców.

## Izba rolnicza wg ustawy z 1932 r.
Wprowadzenie w 1932 r. nowelizacji ustawy o izbach rolniczych wynikało z potrzeby nawiązania bliższej współpracy izb z samorządem terytorialnym. Do zadań izb rolniczych należało współdziałanie z władzami państwowymi przy wykonywaniu nadzoru nad działalnością powiatowych związków samorządowych. Jednym z najważniejszych celów tego współdziałania było zapewnienie jednolitości prowadzonej przez obydwie organizacje samorządowe akcji popierania rolnictwa.
Drugim problemem określony w ustawie z 1932 r. było bardziej precyzyjne określenie dochodów izb rolniczych. W ustawie z 1928 r. w sposób enigmatyczny określono, że dochody pochodzą z opłat za świadczenia i usługi, z własnego majątku oraz z zasiłków rządowych i samorządowych.
Dopiero w 1932 r. przyjęto, że gospodarka finansowa Izby funkcjonowała w granicach ustalonych w budżecie, zaś dochody izby składały się z:
- 3% udziału w ogólnej kwocie państwowego podatku gruntowego, pobranego w okręgu Izby,
- 50% kwot uzyskiwanych z okręgu izby na podstawie przepisów obowiązujących o finansach komunalnych,
- opłat ustanowionych na rzecz izby na mocy obowiązujących ustaw,
- opłat za świadczenia i usługi oddawane rolnikom przez izbę,
- zasiłków rządowych, samorządowych lub innych.

### Zadania Izby
Do zadań izb rolniczych należało:
- przedstawicielstwo i obrona interesów rolnictwa,
- samodzielne przedsiębranie – w granicach obowiązujących przepisów prawa – środków w zakresie wszechstronnego popierania rolnictwa,
- wykonywanie czynności powierzanych izbom rolniczym przez ustawy ł rozporządzenia oraz współdziałanie z władzami rządowymi i samorządowymi we wszelkich sprawach dotyczących rolnictwa, w szczególności zaś przy wykonywaniu przez te władze nadzoru nad działalnością powiatowych samorządów terytorialnych i zapewnianiu jednolitości prowadzonej przez te samorządy akcji w dziedzinie rolnictwa.

### Cele Izby
W urzeczywistnianiu przedstawicielstwa i obrony interesów rolnictwa izby rolnicze miały na celu:
- występowanie do władz rządowych i samorządowych z wnioskami o ogólnych potrzebach rolnictwa oraz o potrzebach rolnictwa ich okręgów,
- wydawanie opinie w sprawach dotyczących rolnictwa, w szczególności zaś opinie o projektach ustaw i rozporządzeń z zakresu rolnictwa oraz innych dziedzin, mających znaczenie dla rolnictwa,
- delegowania swoich przedstawicieli do istniejących przy władzach rządowych organów doradczych,
- wyznaczania na żądanie właściwych władz lub osób zainteresowanych rzeczoznawców do wydawania opinii, stwierdzania stanu faktycznego oraz innych działań, wymagających wiarogodności i znajomości rzeczy w sprawach dotyczących rolnictwa,
- składania Ministrowi Rolnictwa i Reform Rolnych sprawozdania o stanie rolnictwa w ich okręgach.

### Samodzielne popieranie rolnictwa
W zakresie samodzielnego popierania rolnictwa do zadań izb rolniczych w szczególności należało:
- zakładanie i utrzymywanie szkół rolniczych oraz szerzenie oświaty rolniczej pozaszkolnej,
- organizowanie doświadczalnictwa we wszystkich gałęziach produkcji rolnej,
- organizowanie wystaw i pokazów rolniczych,
- udzielanie porad i pomocy fachowej w sprawach rolnictwa,
- organizowanie rachunkowości gospodarstw rolnych,
- organizowanie melioracji rolnych, sprawowanie opieka nad spółkami wodnymi, pastwiskowymi i leśnymi, lecznictwa zwierząt domowych,
- organizowanie hodowli, w szczególności kwalifikowanie gospodarskich zwierząt zarodowych i prowadzenie ksiąg tych zwierząt, wykonywanie kontroli gospodarstw hodowlanych oraz produktów hodowli,
- kwalifikowanie nasion i ziemiopłodów wprowadzanych do obrotu handlowego jako materiał uszlachetniony,
- organizowanie akcji ochrony roślin przed chorobami roślin i ich szkodnikami oraz akcji tępienia chwastów.

### Wybór radców w okręgach wyborczych
Do rady izby wybierano osoby przez zgromadzenia wyborcze, bez różnicy płci, które przy braku przeszkód, czyniących zadość następującym warunkom:
- ukończyły 30 lat,
- byli właścicielami, dzierżawcami (użytkownikami) lub kierownikami założonych w okręgu izby gospodarstw rolnych,
- pracowali w okręgu izby w dziedzinie rolnictwa i posiadali wykształcenie wyższe lub wykształcenie rolnicze co najmniej średnie.

### Okręgi wyborcze z 1933 r.
Dla przeprowadzenia wyborów radców ustanowiono 7 następujących okręgów wyborczych, przy czym w każdym okręgu wybierano po jednym radcy:
- I – ostrowski, kępiński, krotoszyński, rawicki,
- II – leszczyński, gostyński, śremski, jarociński,
- III – poznański, Poznań, kościański, średzki,
- IV – gnieźnieński, Gniezno, wrzesiński, mogileński, żniński,
- V – wągrowiecki, obornicki, szubiński, chodzieski,
- VI – bydgoski, Bydgoszcz, inowrocławski, Inowrocław, wyrzyski,
- VII – nowotomyski, szamotulski, międzychodzki, czarnkowski, wolsztyński.

Ponadto dokonywano wyboru radców z wyboru społecznych organizacji rolniczej, w tym po jednym radcy z następujących organizacjii:
- Wielkopolskie Towarzystwo Kółek Rolniczych,
- Wielkopolski Związek Kółek Włościańskich,
- Naczelna Organizacja Zjednoczonego Przemysłu i Rolnictwa Zachodniej Polski,
- Wielkopolskie Towarzystwo Hodowli Bydła Czarno-Białego Rasy Nizinnej,
- Wielkopolski Związek Hodowców Konia Szlachetnego,
- Wielkopolski Związek Hodowców Trzody Chlewnej,
- Związek Zawodowy Hodowców i Wytwórców Nasion i Ziemniaków Siewnych „Cerelita”,
- Związek Stowarzyszeń Plantatorów Buraków Cukrowych Wielkopolski i Pomorza,
- Wielkopolskie Zrzeszenie Właścicieli Lasów.